# MMORPG

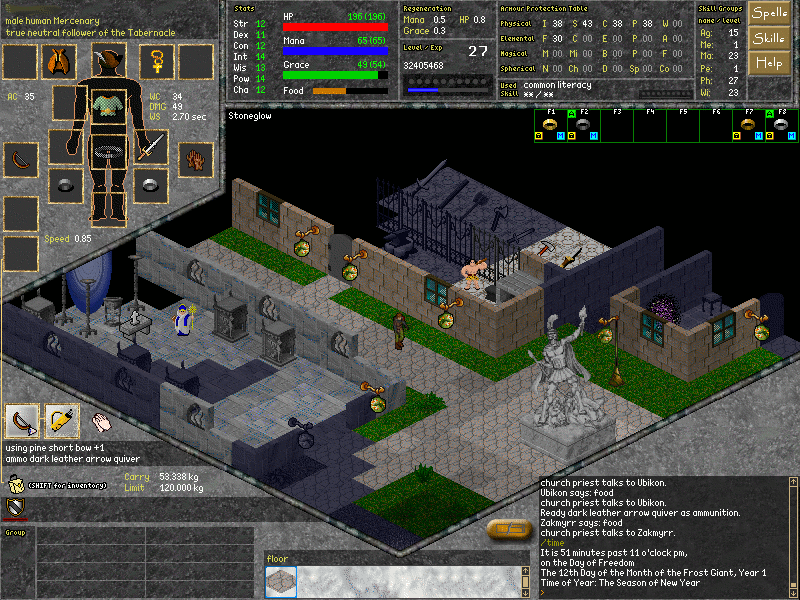
Daimonin, videogioco open source di genere MMORPG

Un MMORPG (acronimo di Massively Multiplayer Online Role-Playing Game, lett. "gioco di ruolo multigiocatore in rete di massa") è un videogioco di ruolo (per computer o console) che viene svolto contemporaneamente da più persone reali tramite Internet (perciò chiamati "giochi online"). Negli MMORPG, migliaia di giocatori possono giocare insieme ed interagire tra di loro, interpretando personaggi personalizzabili che si evolvono (acquisendo abilità, guadagnando valuta in-game, ottenendo oggetti ed equipaggiamenti, ecc.) insieme al mondo persistente che li circonda e in cui si trovano.

## Caratteristiche
Gli MMORPG possono essere di vario tipo: sia che utilizzino software, sia che utilizzino un browser web, sia che usino un semplice emulatore di terminale telnet (MUD, MUSH, MOO e simili).
Con l'evolversi di questa categoria di videogiochi, gli sviluppatori hanno ampiamente arricchito la panoramica dei MMORPG esistenti sul mercato, offrendo ai giocatori ambientazioni grafiche curate nei minimi dettagli (città, strade, paesaggi immensi, ecc.), che sfruttano le più moderne tecnologie in termini di texture e 3D.
Molto comune in questo tipo di giochi è l'ambientazione fantasy: il mondo di gioco è spesso popolato da personaggi appartenenti a diverse "razze" (elfi, orchi, nani, halfling, ecc.), o anche semplicemente da umani, che possono essere scelti e personalizzati dai giocatori, e che possono talvolta essere completamente contrapposti in fazioni nemiche.
L'eterna contrapposizione tra bene e male è rappresentata principalmente dalla lotta di giocatori contro mostri, ma in ogni MMORPG c'è sempre un obiettivo che va al di là del semplice player versus environment (PvM o PvE): i mostri in effetti rappresentano il mezzo per far crescere di livello il proprio personaggio, in modo che possa poi essere più forte per l'obiettivo finale, ad esempio conquistare un castello e mantenerne il possesso contro gli attacchi degli altri giocatori (Ragnarok Online, ecc..), oppure combattere contro la fazione nemica e ottenere punteggi. Per questo particolare aspetto, questo tipo di giochi possono essere considerati come "giochi senza fine", perché soggetti a costanti aggiornamenti nel tempo, e perché (spesso) non presentano un fine ben preciso.
Sono milioni in tutto il mondo le persone che ogni giorno dedicano il loro tempo a questo tipo di attività su Internet, il cui successo è dovuto soprattutto alla presenza delle comunità online. In ogni MMORPG la società di giocatori è spesso organizzata in clan o gilde, favorendo quindi il gioco di gruppo ed il senso di appartenenza, creando un legame fra le persone anche per mesi o anni a prescindere dal MMORPG: spesso, accade infatti che i clan si trasferiscano in massa su altri giochi.

## Sottocategorie
Una piccola sottocategoria sono gli ARPG (Adventure Role Playing Game, lett. "gioco di ruolo di avventura"); questi sono MMORPG dove il confronto tra giocatori non avviene tramite il punteggio, infatti non c'è lo scontro diretto e ognuno disputa la propria partita. I metodi di confronto con gli altri giocatori sono le caratteristiche del personaggio, i punti esperienza, ecc.
Un'altra sottocategoria sono i CORPG (Competitive/Cooperative Online Role Playing Game, lett. "gioco di ruolo online competitivo/cooperativo"), in cui il giocatore si concentra sulla creazione e sull'evoluzione del proprio personaggio (a cui ci si riferisce anche con il termine di "avatar") con lo scopo di competere con altri giocatori in sfide PvP o cooperare con loro per il completamento di missioni che si svolgono in "istanze", cioè aree del mondo dove solo un determinato numero di personaggi, solitamente organizzato in un party, può accedere in contemporanea. Questo a differenza degli MMORPG tradizionali, in cui l'intero mondo è una "grande istanza" dove tutti i personaggi possono accedere in contemporanea.
Questo termine è stato inventato con la creazione di Guild Wars, quando gli sviluppatori hanno deciso/compreso che il loro gioco non rientrava nell'idea comune di MMORPG, a causa dell'uso estensivo di aree istanziate e della larga presenza di contenuti PvP in confronto a quelli destinati al PvE. Ad oggi, eccettuato il già citato Guild Wars, nessun altro gioco è stato pubblicato sotto la definizione di CORPG.